# 巴尔内阿里奥皮尼亚尔
巴尔内阿里奥皮尼亚尔是巴西南大河州的一个市镇。总面积113.15平方公里，总人口10517人，人口密度92.9人/平方公里。